# Avondale, Arizona
Avondale är en stad i den amerikanska delstaten Arizona med en yta på 107,0 km² och en befolkning som år 2000 uppgick till 35 883 invånare. Av befolkningen är cirka 46 % av latinamerikansk härkomst.
Staden är belägen i den centrala delen av delstaten cirka 25 kilometer väster om huvudstaden Phoenix och cirka 200 kilometer öster om gränsen till Kalifornien.
I Avondale finns den berömda racerbanan Phoenix International Raceway (nutida namn ISM Raceway) som används i Nascar.